# Robby Ginepri
Robert „Robby“ Louis Ginepri (* 7. Oktober 1982 in Fort Lauderdale, Florida) ist ein ehemaliger US-amerikanischer Tennisspieler.

## Karriere
Er gewann 2003 das ATP-Turnier in Newport und 2005 sowie 2009 das Turnier in Indianapolis. Sein bestes Ergebnis bei einem Grand-Slam-Turnier war der Einzug ins Halbfinale der US Open 2005, welches er gegen Andre Agassi verlor. Seine beste Platzierung in der Weltrangliste erreichte er mit Rang 15 am 26. Dezember 2005.
Kurz vor den US Open 2015 beendete er seine Karriere.
Aufsehen erregte er außerdem, als er 2003 als erster Spieler in Wimbledon mit einem ärmellosen Shirt antrat.

## Erfolge
| Legende                                            |
| Grand Slam                                         |
| Tennis Masters Cup / ATP World Tour Finals         |
| ATP Masters Series / ATP World Tour Masters 1000   |
| ATP International Series Gold / ATP World Tour 500 |
| ATP International Series / ATP World Tour 250 (3)  |
| ATP Challenger Tour (5)                            |

### Einzel

#### Turniersiege
| Nr. | Datum         | Turnier          | Belag     | Finalgegner   | Ergebnis              |
| --- | ------------- | ---------------- | --------- | ------------- | --------------------- |
| 1.  | 7. Juli 2003  | Newport          | Rasen     | Jürgen Melzer | 6:4, 6:73, 6:1        |
| 2.  | 24. Juli 2005 | Indianapolis (1) | Hartplatz | Taylor Dent   | 4:6, 6:0, 3:0 Aufgabe |
| 3.  | 26. Juli 2009 | Indianapolis (2) | Hartplatz | Sam Querrey   | 6:2, 6:4              |

#### Challengersiege
| Nr. | Datum             | Turnier     | Belag         | Finalgegner     | Ergebnis      |
| --- | ----------------- | ----------- | ------------- | --------------- | ------------- |
| 1.  | 18. Mai 2002      | Rocky Mount | Sand          | Alex Kim        | 6:3, 6:4      |
| 2.  | 20. Oktober 2002  | Burbank     | Hartplatz     | Björn Rehnquist | 7:66, 6:1     |
| 3.  | 23. November 2002 | Champaign   | Hartplatz (i) | Eric Taino      | 6:1, 3:6, 6:3 |
| 4.  | 26. Januar 2003   | Waikoloa    | Hartplatz     | Neville Godwin  | 6:3, 6:3      |
| 5.  | 3. Mai 2014       | Tallahassee | Sand          | Frank Dancevic  | 6:3, 6:4      |

### Doppel

#### Finalteilnahmen
| Nr. | Datum         | Turnier      | Belag     | Partner     | Finalgegner          | Ergebnis      |
| --- | ------------- | ------------ | --------- | ----------- | -------------------- | ------------- |
| 1.  | 21. Juli 2003 | Indianapolis | Hartplatz | Diego Ayala | Mario Ančić Andy Ram | 6:2, 6:7, 5:7 |